# Élections législatives luxembourgeoises de 1881
Les élections législatives de 1881 ont eu lieu au scrutin indirect le 14 juin 1881 afin de renouveler vingt-et-un des quarante-deux membres de la Chambre des députés. 
Les électeurs du canton d'Esch-sur-Alzette se rendent aux urnes afin d'élire un cinquième député en raison de l'accroissement de la population de ce canton.

## Composition de la Chambre des députés
| Circonscription  | Sièges | Députés                     |
| ---------------- | ------ | --------------------------- |
| Capellen         | 3      | Norbert Metz                |
| Capellen         | 3      | Edouard Hemmer (lb)         |
| Capellen         | 3      | Théodore Risch (lb)         |
| Clervaux         | 3      | Jean-Baptiste Fallize (lb)  |
| Clervaux         | 3      | Nicolas Cariers             |
| Clervaux         | 3      | Joseph Conzemius            |
| Diekirch         | 4      | Victor Tschiderer           |
| Diekirch         | 4      | Pierre Toussaint (lb)       |
| Diekirch         | 4      | Jean-Pierre Salentiny       |
| Diekirch         | 4      | Gustave de Marie            |
| Esch-sur-Alzette | 1      | Charles de Tornaco (lb)     |
| Grevenmacher     | 3      | Zénon de Muyser (lb)        |
| Grevenmacher     | 3      | Félix Putz (lb)             |
| Grevenmacher     | 3      | Michel Fohl (lb)            |
| Luxembourg       | 3      | Tony Dutreux (lb)           |
| Luxembourg       | 3      | Dominique-Antoine Pescatore |
| Luxembourg       | 3      | Charles-Jean Simons (lb)    |
| Redange          | 3      | Nicolas Breisdorff (lb)     |
| Redange          | 3      | Rénilde-Guillaume Jacques   |
| Redange          | 3      | Jean Orianne                |
| Vianden          | 1      | François Berger             |